# Kup Maršala Tita 1979-1980
La Kup Maršala Tita 1979-1980 fu la 32ª edizione della Coppa di Jugoslavia. Migliaia di squadre parteciparono alle qualificazioni che portarono alle 32 che presero parte alla coppa vera e propria.
Il detentore era il Rijeka, che in questa edizione uscì al primo turno.
Il trofeo fu vinto dalla Dinamo Zagabria, che sconfisse in finale la Stella Rossa. Per i zagabresi fu il sesto titolo in questa competizione.

Il successo diede alla Dinamo l'accesso alla Coppa delle Coppe 1980-1981.
La Stella Rossa, vincitrice del campionato, giunse in finale e fallì il double ("dupla kruna", doppia corona, in lingua serba).

## Qualificazioni
```
Queste una delle partite della Coppa di 
Voivodina
 del 
Proleter Zrenjanin
.
[
3
]

Crvenka - Proleter                  1-1 
(Crvenka vince dopo i 
tiri di rigore
)
```

## Squadre qualificate
Le 18 partecipanti della Prva Liga 1978-1979 sono qualificate di diritto. Le altre 14 squadre (in giallo) sono passate attraverso le qualificazioni.

### Calendario
| Turno                | Gare        | Date                | Numero gare | Riduzione squadre |
| -------------------- | ----------- | ------------------- | ----------- | ----------------- |
| Sedicesimi di finale | Gara unica  | 17 ottobre 1979     | 16          | 32 → 16           |
| Ottavi di finale     | Gara unica  | 29 novembre 1979    | 8           | 16 → 8            |
| Quarti di finale     | Gara unica  | 5 marzo 1980        | 4           | 8 → 4             |
| Semifinali           | Gara unica  | 9 aprile 1980       | 2           | 4 → 2             |
| Finale               | Da definire | 14 e 24 maggio 1980 | 1           | 2 → 1             |

In finale, dal 1969 al 1986, vigeva la regola che:
- Se fossero giunte due squadre da fuori Belgrado, la finale si sarebbe disputata in gara unica nella capitale.
- Se vi fosse giunta una squadra di Belgrado, la finale si sarebbe disputata in due gare, con il ritorno nella capitale.
- Se vi fossero giunte due squadre di Belgrado, si sarebbe sorteggiato in quale stadio disputare la gara unica.
- La finale a Belgrado si sarebbe disputata il 24 maggio, in concomitanza con la festa per la Giornata della Gioventù (25 maggio).

## Sedicesimi di finale
| Squadra 1            | Risultato       | Squadra 2               |                                                      |
| -------------------- | --------------- | ----------------------- | ---------------------------------------------------- |
| 17 ottobre 1979      | 17 ottobre 1979 | 17 ottobre 1979         | Marcatori                                            |
| (3) Belišće          | 1 – 1 (7-6 dtr) | Rad Belgrado (2)        | Benković (B); Kiković (R)                            |
| (1) Budućnost        | 2 – 1           | Grobničan Čavle (4)     | Vujović, Martinović (B); Palaoro (G)                 |
| (1) Stella Rossa     | 2 – 0           | Velež Mostar (1)        | Filipović, Jovin                                     |
| (3) Crvenka          | 0 – 2           | Radnički Kragujevac (2) | Ratković, M.Radivojević                              |
| (1) Dinamo Zagabria  | 2 – 1           | Galenika Zemun (2)      | Ćalasan, Mlinarić (D); Gajin (G)                     |
| (1) Sarajevo         | 1 – 1 (4-2 dtr) | Rijeka (1)              | Vidović (S); Tomić (R)                               |
| (2) Leotar           | 0 – 0 (5-3 dtr) | Vojvodina (1)           |                                                      |
| (2) Maribor          | 0 – 0 (5-4 dtr) | Olimpia Lubiana (1)     |                                                      |
| (1) Osijek           | 2 – 1           | Napredak Kruševac (1)   | Hukić 2 (O); Milojević (N)                           |
| (2) NK Zagabria      | 3 – 2           | OFK Belgrado (2)        | Kovačić, Šetka, Uljan (Z); Kahrović, Janićijević (O) |
| (2) OFK Kikinda      | 3 – 1           | Slaven Koprivnica (4)   | Bilbija 2, Erdeljan rig. (K); Radotović (S)          |
| (1) Partizan         | 2 – 1           | Hajduk Spalato (1)      | Santrač, Živković (P); Bogdanović (H)                |
| (2) Priština         | 1 – 0           | Radnički Niš (1)        | Živković                                             |
| (3) Radnik Bijeljina | 0 – 0 (4-2 dtr) | Vardar (1)              |                                                      |
| (1) Sloboda Tuzla    | 3 – 1           | Željezničar (1)         | Kovačević, Gogić, Geca (S); Lušić (Ž)                |
| (2) Sutjeska         | 1 – 1 (4-5 dtr) | Borac Banja Luka (1)    | Ostojić (S); N.Zeković aut. (B)                      |

## Ottavi di finale
| Squadra 1               | Risultato        | Squadra 2           |                                                           |
| ----------------------- | ---------------- | ------------------- | --------------------------------------------------------- |
| 29 novembre 1979        | 29 novembre 1979 | 29 novembre 1979    | Marcatori                                                 |
| (1) Borac Banja Luka    | 1 – 2            | Partizan (1)        | Šalak (B); Varga, Vukotić (P)                             |
| (1) Stella Rossa        | 4 – 0            | Priština (2)        | Stamenković 2, Filipović, Šestić                          |
| (2) Leotar              | 0 – 0 (6-5 dtr)  | Budućnost (1)       |                                                           |
| (2) Maribor             | 3 – 2            | Belišće (3)         | Dubovina, Jurišić, David (M); Vuksanović aut., Anušić (B) |
| (2) OFK Kikinda         | 1 – 0            | Osijek (1)          | Hun                                                       |
| (2) Radnički Kragujevac | 2 – 3            | Sarajevo (1)        | Paunović 2 (R); Đurić, Janjoš, Rodić aut. (S)             |
| (3) Radnik Bijeljina    | 1 – 4            | Dinamo Zagabria (1) | Gec (R); Kranjčar 2, S.Marić, Bručić (D)                  |
| (1) Sloboda Tuzla       | 2 – 0            | NK Zagabria (2)     | Mulahasanović, Kovačević                                  |

## Quarti di finale
| Squadra 1       | Risultato       | Squadra 2           |                           |
| --------------- | --------------- | ------------------- | ------------------------- |
| 5 marzo 1980    | 5 marzo 1980    | 5 marzo 1980        | Marcatori                 |
| (1) Sarajevo    | 3 – 0           | Sloboda Tuzla (1)   | Hadžibegić, Sušić, Pašić  |
| (2) Maribor     | 1 – 2           | Stella Rossa (1)    | Turčik (M); Repčić 2 (SR) |
| (2) OFK Kikinda | 1 – 0           | Leotar (2)          | Grubor                    |
| (1) Partizan    | 1 – 1 (6-7 dtr) | Dinamo Zagabria (1) | Đelmaš (P); Kranjčar (D)  |

## Semifinali
| Squadra 1           | Risultato       | Squadra 2        |                                               |
| ------------------- | --------------- | ---------------- | --------------------------------------------- |
| 9 aprile 1980       | 9 aprile 1980   | 9 aprile 1980    | Marcatori                                     |
| (1) Dinamo Zagabria | 3 – 1           | OFK Kikinda (2)  | Mlinarić, Kranjčar, Deverić (D); Đorđević (K) |
| (1) Sarajevo        | 0 – 0 (1-4 dtr) | Stella Rossa (1) |                                               |

## Finale
| Squadra 1           | Totale | Squadra 2        | Andata     | Ritorno    |
| ------------------- | ------ | ---------------- | ---------- | ---------- |
|                     |        |                  | 14.05.1980 | 24.05.1980 |
| (1) Dinamo Zagabria | 2 – 1  | Stella Rossa (1) | 1 – 0      | 1 – 1      |

### Andata
| Arbitro: | Rebac (Mostar) |

|              |           |  |
| Kranjčar 49’ | Marcatori |  |

| Dinamo | Stella Rossa |

|                 |    |                     |          |
|                 |    |                     |          |
| P               | 1  | Tomislav Ivković    |          |
| D               | 2  | Ismet Hadžić        |          |
| D               | 3  | Branko Tucak        |          |
| C               | 4  | Džemal Mustedanagić |          |
| D               | 5  | Marin Kurtela       |          |
| D               | 6  | Srećko Bogdan       |          |
| A               | 7  | Zlatko Kranjčar     |          |
| C               | 8  | Rajko Janjanin      |          |
| A               | 9  | Stjepan Deverić     | Uscita   |
| C               | 10 | Dragan Bošnjak      |          |
| C               | 11 | Marko Mlinarić      | Uscita   |
| A disposizione: |    |                     |          |
| A               | ?  | Mario Bonić         | Ingresso |
| A               | ?  | Milan Ćalasan       | Ingresso |
| Allenatore:     |    |                     |          |
| Vlatko Marković |    |                     |          |

|                  |    |                        |          |
|                  |    |                        |          |
| P                | 1  | Živan Ljukovčan        |          |
| D                | 2  | Zlatko Krmpotić        |          |
| D                | 3  | Milan Jovin            |          |
| C                | 4  | Boško Gjurovski        |          |
| D                | 5  | Dragan Miletović       |          |
| D                | 6  | Dušan Nikolić          |          |
| C                | 7  | Zdravko Borovnica      | Uscita   |
| C                | 8  | Miloš Šestić           |          |
| A                | 9  | Dušan Savić            |          |
| C                | 10 | Cvijetin Blagojević    |          |
| A                | 11 | Srebrenko Repčić       | Uscita   |
| A disposizione:  |    |                        |          |
| A                | ?  | Nedeljko Milosavljević | Ingresso |
| A                | ?  | Zoran Filipović        | Ingresso |
| Allenatore:      |    |                        |          |
| Branko Stanković |    |                        |          |

### Ritorno
| Arbitro: | Edvard Šoštarič (Maribor) |

|               |           |              |
| Filipović 65’ | Marcatori | 70’ Dumbović |

| Stella Rossa | Dinamo |

|                  |    |                        |          |
|                  |    |                        |          |
| P                | 1  | Živan Ljukovčan        |          |
| D                | 2  | Zlatko Krmpotić        |          |
| D                | 3  | Milan Jovin            |          |
| C                | 4  | Cvijetin Blagojević    |          |
| D                | 5  | Dragan Miletović       |          |
| D                | 6  | Ivan Jurišić           |          |
| C                | 7  | Dušan Nikolić          | Uscita   |
| C                | 8  | Miloš Šestić           |          |
| A                | 9  | Dušan Savić            |          |
| A                | 10 | Nedeljko Milosavljević |          |
| A                | 11 | Srebrenko Repčić       | Uscita   |
| A disposizione:  |    |                        |          |
| A                | ?  | Zoran Filipović        | Ingresso |
| C                | ?  | Boško Gjurovski        | Ingresso |
| Allenatore:      |    |                        |          |
| Branko Stanković |    |                        |          |

|                 |    |                     |          |
|                 |    |                     |          |
| P               | 1  | Tomislav Ivković    |          |
| D               | 2  | Ismet Hadžić        |          |
| D               | 3  | Branko Tucak        |          |
| C               | 4  | Džemal Mustedanagić |          |
| D               | 5  | Marin Kurtela       |          |
| D               | 6  | Srećko Bogdan       |          |
| A               | 7  | Zlatko Kranjčar     |          |
| C               | 8  | Petar Bručić        |          |
| A               | 9  | Stjepan Deverić     | Uscita   |
| C               | 10 | Dragan Bošnjak      |          |
| C               | 11 | Marko Mlinarić      |          |
| A disposizione: |    |                     |          |
| D               | ?  | Drago Dumbović      | Ingresso |
| Allenatore:     |    |                     |          |
| Vlatko Marković |    |                     |          |